# Haypál Benő
Haypál Benő (Paks, 1869. január 23. – Budapest, 1926. május 16.) magyar református lelkész, egyházi író.

## Életútja
Bonyhádon, Gyönkön, Nagykőrösön és Pozsonyban járt gimnáziumba, 1888-ban érettségizett. Ezután a budapesti Református Theológiai Akadémián tanult, ahol 1892-ben diplomázott. Segédlelkész volt Dunapatajon, majd a fővárosi Kálvin téri egyházközségben. 1896-ban ő lett az első budai református lelkész, az újonnan szervezett budai Szilágyi Dezső téri egyházközség élén. 1917-től a dunamelléki egyházkerület tanácsbírája volt. Részt vett a Nagypénteki Református Társaság és a kamaraerdei árvaház megszervezésében valamit irányításában, egyúttal tagja volt a fővárosi közgyűlésnek is. Szerkesztette az Új Reformáció és a Református Katonák című lapokat.
Tüskés Anna: „Haypál Benő (1869–1926)... az első budai református lelkész 1896-tól haláláig a budai Szilágyi Dezső téri egyházközség vezetője. Ő végezte Ady Endre és Boncza Berta (Csinszka) 1915. március 27-i esküvői szertartását, de nem a templomban, hanem a Szilágyi Dezső tér 3. sz. ház első emeletén levő lelkészi hivatalban. A költő kívánsága volt, hogy a kíváncsiskodók kizárásával történjék az esketés; ezért előbb meggyőződött arról, hogy „senki idegen nincs jelen." Néhány évvel később, 1919. január 29-én, a Nemzeti Múzeum előcsarnokában ugyancsak Haypál Benő búcsúztatta a halott Adyt. Szerepe volt a Nagypénteki Református Társaság és a kamaraerdei árvaház megszervezésében és vezetéseben. Éveken át tagja volt a fővárosi közgyűlésnek.”
Felesége Farkas Irma (1872–1945). Fiuk Haypál Béla (1899–1988), szintén református lelkész, esperes.
Síremlékük a Farkasréti temetőben található [1-1-607/608]. Sírfeliratai: „A szeretet soha el nem fogy.” (1Kor 13,8) „Krisztus feltámadott a halottak közül, zsengéjük lőn azoknak, akik elaludtak.” (1Kor 15,20) „Emelte hivei kegyelete.”

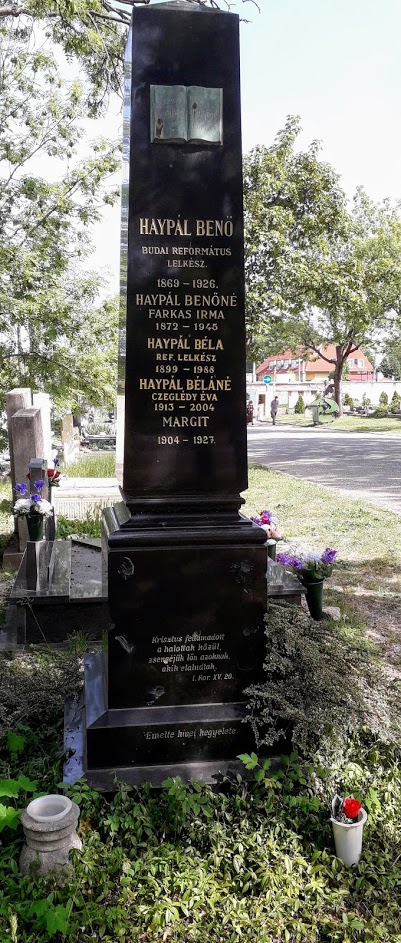
Haypál Benő református lelkész és családja síremléke a Farkasréti temetőben [1-1-607/608

]

## Művei
- Beköszöntő beszéd (Egyháza évkönyvében, 1897)
- A vallástanítás és a lelkészi szolgálat rendezéséről a budapesti egyházban. (Budapest, 1903)
- Vigasztaló igazságok, igaz vigasztalások. (Budapest, 1909)
- Bibliás szabadkőműves (Paulus álnévvel). (Budapest, 1912)
- Az Úr épít (Prédikáció a szatmári Kálvineum-ünnepélyen). (Nagybánya, 1912)
- A nők jogáért (Két beszéd). (Budapest, 1913)
- Az igaz Isten a mi erőnk és reménységünk. (Budapest, 1914)
- Az igazság áldozata nyereség (Két beszéd). (Budapest, 1914)
- A szeretet izenete. (Budapest, 1915)
- Halk szó a viharban. (Budapest, 1917)
- Templomi hangok (I. Ferenc József temetésekor). (Budapest, 1917)